# Schattenfuchs
Schattenfuchs (isländ. Skugga-Baldur) ist der Titel eines 2003 erschienenen Kurzromans des isländischen Autors Sjón (mit vollem Namen: Sigurjón Birgir Sigurðsson). Im Jahr 2005 wurde der Autor dafür mit dem Literaturpreis des Nordischen Rates ausgezeichnet. Auf Deutsch erschien das Werk in der Übersetzung durch Betty Wahl im Jahr 2007.

## Inhalt
Die Handlung der Erzählung verteilt sich auf insgesamt 11 Tage im Januar bzw. März des Jahres 1883. Die vier Kapitel sind mit Datumsangaben betitelt, wodurch der Handlungszeitraum vorgegeben wird. Das zweite Kapitel fällt dabei insofern aus dem Rahmen, als darin auch Ereignisse beschrieben werden, die zeitlich vor den übrigen Abschnitten stattfinden.

### I.  (9.–11. Januar 1883)
Der Pfarrer Baldur Skuggason ist auf der Jagd nach einer Füchsin. Während mehrerer Tage verfolgt er das Tier durch die winterliche Landschaft. Mehrere Male entwischt ihm die Füchsin fast, doch er kann ihre Spur immer wiederfinden. Als ein Schneesturm aufzieht, beschließt der Jäger, sich einschneien zu lassen. Am nächsten Morgen entdeckt er die Füchsin wieder und verfolgt sie den ganzen Tag lang. Es beginnt wieder zu schneien, und der Pfarrer wird erneut vom Schnee zugedeckt. Er liegt achtzehn Stunden am selben Ort, so dass er im Gelände kaum noch zu erkennen ist. Schließlich legt der Jäger seinen Finger an den Abzug.

### II.  (8.–9. Januar 1883)
Es ist Winter in Dalur. Hálfdán Atlason, "Pfarrer Baldurs Einfaltspinsel", kommt auf den Hof Brekka zu Friðrik B. Friðjónsson. Hálfdán ist gekommen, um eine Frauenleiche abzuholen. Als er erfährt, dass es sich bei der Toten um seine geliebte Abba handelt, bricht er in Tränen aus.
Nachdem Friðrik und er Tee getrunken haben (etwas völlig Neues für Hálfdán), gehen sie nach draußen, um den bereits geschlossenen Sarg auf den Schlitten zu laden. Der eilig zusammengezimmerte Sarg ist leicht und nicht besonders schön. Friðrik gibt Hálfdán einen Brief für den Pfarrer mit. Er betont jedoch, dass Hálfdán ihn dem Geistlichen erst nach der Beerdigung überreichen soll. Im Brief teilt Friðrik dem Pfarrer Baldur Skuggason mit, dass er ein einfaches Begräbnis wünsche. Außerdem erwähnt er, dass er in der Nacht zuvor von einer Füchsin geträumt habe, die sich im Tal befinden soll. Dann ist der Leichenzug bereit und Hálfdán zieht davon.
Am 17. April 1868, einem Samstag, war ein großes Frachtschiff ohne Besatzung vor der Küste von Reykjavík aufgetaucht. Das Schiff war offenbar von Piraten geplündert worden und anschließend führerlos auf dem Meer umhergetrieben. Nachdem die Einwohner der Stadt das Schiff erklimmen konnten, fanden sie außer einer riesigen Ladung Tran ein junges Mädchen, das unter Deck angekettet war. Das offenbar schwangere Mädchen wurde an Land gebracht und nach Reykjavík geschickt.
Drei Wochen später kam Friðrik B. Friðjónsson mit dem Postschiff nach Island. Bei einem Spaziergang traf er das Mädchen, das bei einem alten Pädagogen in einem Verschlag eingesperrt war. Friðrik erfuhr, dass das Mädchen eine Woche zuvor ein Kind auf die Welt gebracht hatte. Als sie ihm zulächelte, wurde er von einem glücklichen Gefühl erfasst und er nahm sich schließlich des Mädchens an.
Friðrik B. Friðjónsson hatte von 1862 bis 1865 in der dänischen Hauptstadt Kopenhagen Naturkunde studiert, ohne jedoch einen Abschluss zu machen. Später arbeitete er dort drei Jahre in einer Apotheke, wo er es bis zum Arzneimittel-Gehilfen gebracht hatte und für das Rauschmittel-Archiv zuständig war. Im Sommer 1868 war er im Grunde genommen nur nach Reykjavík gekommen, um den Hof seiner verstorbenen Eltern zu verkaufen. Anschließend wäre er wieder zurück nach Dänemark gefahren, wenn ihm nicht das Schicksal die arme Abba anvertraut hätte und er nicht ihretwegen auf dem elterlichen Hof in Island geblieben wäre. Während seines Studiums in Dänemark hatte Friðrik von den Untersuchungen des Doktors John Langdon Down gehört, weshalb er auch sofort wusste, was mit Abba los war. In Island wurden Kinder mit dem Downsyndrom üblicherweise sofort nach der Geburt umgebracht. Bisweilen überlebten jedoch trotzdem ein paar Kinder, die dann häufig von den Eltern ausgesetzt und ihrem Schicksal überlassen wurden.
Pfarrer Baldur Skuggason bat Friðrik, er solle Abba nicht zum Gottesdienst mitnehmen. Abba, die gerne sang, war darüber sehr unglücklich. Seither hatten Friðrik und Abba nicht mehr viel mit den Leuten der Gemeinde zu tun.
Nun sitzt Friðrik in seiner Stube und öffnet das Paket, das Abba die ganze Zeit bei sich hatte. Es war der einzige Gegenstand, den sie besaß, als sie gefunden wurde, doch den gab sie nicht aus den Händen. Als er die Schnur löst und das Segeltuch auspackt, kommen viele Holzstücke zum Vorschein. Er merkt, dass sie wie Puzzleteile zusammenpassen und macht sich daran, sie zusammenzusetzen. Mit der Zeit entsteht ein länglicher, hochwandiger Kasten, der innen weiß und außen schwarz gefärbt ist. Zusätzlich befindet sich darauf ein Zitat von Ovid: "Omnia mutantur – nihil interit." ("Alles wandelt sich – nichts vergeht.")
Als Friðrik fertig ist, sieht er, dass das Zusammensetzen einen schönen Sarg ergeben hat. Und während der Pfarrer einige Kilo Kuhdung und ein Schafgerippe begräbt, bestattet Friðrik seine Ziehtochter in dem von ihm zusammengefügten Sarg auf dem Land seines Hofes. Als er fertig ist, liest er im Gedenken an Abba zwei Gedichte.
Nachdem er ins Haus gegangen ist, begehrt sein Kater Litli-Frikki auch Einlass. Kurz darauf sieht Friðrik durchs Fenster, wie der Pfarrer von seinem Gehöft zur Jagd aufbricht.

### III.  (11.–17. Januar 1883)
Der Schuss des Pfarrers hallt durchs Tal und die Füchsin wird durch die Luft geschleudert. Der Jäger stopft sich das kostbare Tier unter den Mantel. Doch der Schuss hat oben auf dem Berg eine Lawine ausgelöst, die nun auf Baldur zurast. Er wird mitgerissen, doch es gelingt ihm, den Kopf oben zu halten. Als die Schneemassen zum Stillstand kommen, steckt er jedoch fest im Schnee. Während er sich loszureißen versucht, landen zwei Raben neben ihm, die auf ein mögliches Aas hoffen.
Als er sich endlich aus dem Schnee befreit hat, löst sich eine zweite Lawine oben am Hang, die den Pfarrer über einen Felsvorsprung in die Tiefe reißt. Auf diese Art und Weise wird Baldur in eine Gletscherspalte geworfen.
Als der Pfarrer wieder zu sich kommt, ist er in der kalten Kammer eingesperrt. Er weiß, dass er nicht allzu lange überleben kann, und versucht sich mit dem Aufsagen von Rímur und Gedichten Mut zu machen. Nach einigen Tagen hört er plötzlich, wie die Füchsin mit ihm spricht. Anscheinend war sie gar nicht tot und nun scheint es ihr wieder gut zu gehen. Doch das Tier ist frech und provoziert Baldur, der sie darauf mit dem Messer ein zweites Mal tötet. Anschließend zieht er der Füchsin das Fell ab, das sich als viel größer erweist, als es zunächst schien. Der Pfarrer zieht sich splitternackt aus und schlüpft in den Fuchspelz hinein. Langsam nimmt der Menschenanteil in ihm ab und er wird schlussendlich völlig zum Skugga-Baldur, zu einer mythischen Gestalt.

### IV.  (23. März 1883)
Friðrik schreibt einem Freund in Kopenhagen einen Brief, in dem er ihm Abbas Tod mitteilt. Außerdem berichtet er, dass der Pfarrer Baldur Skuggason vor einigen Tagen in den Bergen verschollen sei. Er meint, dass dieser Vorfall dazu führen wird, dass die Lebensumstände der Landpfarrer überdacht werden. Anscheinend hat der Pfarrer aus purer Geldsucht die Jagd auf Füchse zu seiner Gewohnheit gemacht.
Anschließend teilt Friðrik seinem Freund eine Wörterliste mit Begriffen mit, die Abba verwendet hatte, als sie gefunden wurde. Außerdem beschreibt er, wie er von Abbas Herkunft erfahren hat: Einmal hatte er Besuch vom Landstreicher Sölvli Helgason, der ihm von Abba (die er Laufey nannte) berichtete. Sölvli habe sie völlig verwahrlost im Hochland von Kjölur gefunden, als sie etwa sieben Jahre alt war. Während der folgenden zwei Jahre, in denen er mit ihr umherzog, hatte er ihr einen kleinen Sarg gezimmert, bis er schließlich ihre Familie ausfindig machen konnte. Als er einige Jahre später dort vorbeikam, herrschten grauenvolle Zustände: die Mutter hatte sich vergiftet und der Vater hatte die Tochter an ausländische Seeleute verkauft, während er sich selber auf die Bibelschule vorbereitete. Dieser Mann war Baldur Skuggason. Für seine Tochter hatte er eine Flinte und einen Sack Schrotkugeln erhalten.
Friðrik entschuldigt sich, dass der Brief einen solch kummervollen Inhalt hat. Er schließt mit der Mitteilung, dass er den Burschen Hálfdán Atlason vom Pfarrhof "geerbt" habe, der nun bei ihm wohne und genauso einfältig wie tüchtig sei.

## Interpretation
Skugga-Baldur gleicht in vielen Punkten den früheren Werken von Sjón. Ähnlich wie seine vorhergehenden Romane, ist auch dieses Buch nicht besonders umfangreich. Bisweilen findet sich auf einzelnen Seiten nur ein einziger Satz. Besonders im ersten und dritten Teil entsteht dadurch eine fragmentierte Erzählweise. Dafür ist die Sprache sehr kunstvoll und wirkt genau gewählt. Hierbei wird die Lyriker-Herkunft des Autors deutlich.

### Elemente aus der isländischen Volkssagentradition
Das Buch trägt den Untertitel Þjóðsaga, was mit Volksmärchen oder Volkssage übersetzt werden kann. Diese Bezeichnung spiegelt sich in der Erzählung wider: Der Erzähler verwendet eine Vielzahl von Stilmitteln, die für die isländischen Volkssagen typisch sind. So ist die Sprache eher veraltet und die Wortwahl erinnert an die Volksmärchen. Dazu werden zahlreiche Motive aus Sagen aufgegriffen.
Das bedeutendste ist sicherlich der Skugga-Baldur (der deutsche Titel Schattenfuchs ist undeutlich, da dabei die Anspielung auf die Sage nicht gegeben ist): Ein Skuggabaldur (als Bezeichnung für das Tier ohne Bindestrich) ist eine mythische Gestalt, die eine Kreuzung von Katze und Fuchs ist. Der Skuggabaldur ist Nachkomme eines Katers und einer Füchsin. (Ist die Mutter eine Katze und der Vater ein Fuchs, spricht man von Skoffin.) Das Tier ist eine Mischung aus Haus- und Wildtier. Die mythische Gestalt ist ein Grenzgänger und kann in übertragenem Sinne auch als Vermischung von Mensch und Natur gedeutet werden.
Eine Sage berichtet davon, dass einmal ein Jäger einen Skuggabaldur gefangen hatte. Kurz bevor der Jäger das Tier erschlug, bat es ihn, der Hauskatze mitzuteilen, dass er einen Skuggabaldur getötet habe. Als der Mann nach Hause kam, berichtete er seiner Katze von der Tat. Diese sprang ihm daraufhin an die Gurgel und riss ihm den Kopf ab.
Außerdem enthält der Text zahlreiche Anspielungen auf die nordische Mythologie. So bezeichnet der Pfarrer einen der Raben, die zu ihm kommen, als "Odinsvogel". Dies weist auf den nordischen Gott Odin hin, der stets von den beiden Raben Hugin und Munin begleitet worden war. Diese werden von ihm ausgesandt und berichten ihm von den Ereignissen in der Welt.
Auch die verschiedenen Namen der Personen enthalten Verweise auf das mythologische Erbe (vgl. hierzu den nächsten Abschnitt).

### Bedeutung der Personennamen
- Baldur Skuggason

Der Name des Pfarrers ist eine direkte Anspielung auf die Gestalt des Skuggabaldurs, dessen Namen hier einfach umgedreht wird. Wird der Name als isländisches Patronym gelesen, so bedeutet er "Schattensohn". Der Name ist also mit einer dunklen Konnotation belegt. Der Vorname Baldur verweist auf die gleichnamige Gottheit Balder (auch Baldur, Baldr, Phol). Baldur ist der nordische Gott des Lichts und der Reinheit.
Hieraus ergibt sich für Baldur Skuggason eine doppelte Charakteristik: Er ist die Verbindung von Licht und Schatten.
- Friðrik B. Friðjónsson

Sjón, der mit vollem Namen Sigurjón Birgir Sigurðsson heißt, spielt in seinen Werken oft mit seiner eigenen Identität. Friðrik B. Friðjónsson ist eine Analogiebildung zu Sigurjón B. Sigurðsson. Im Namen versteckt sich jedoch auch isländ. friður (Friede). Friðrik Friðjónsson kann als sprechender Name verstanden werden und deutet in dieser Lesart auf seine friedliche, ruhige Persönlichkeit hin (im Gegensatz zu Pfarrer Baldur, der als Jäger eher für Streit und Krieg steht).
- Abba

Friðrik bezeichnet Abba manchmal als Hafdís. Aus der Wörterliste, die er seinem Freund im Brief schickt, wird klar, dass Abbas Name in ihrer Sprache Hafdís bedeutet. Übersetzt heißt dieser Name "Meergöttin" (von isländ. haf = Meer bzw. dís = Göttin). Dies ist eine Anspielung auf Abbas Herkunft, denn sie ist ja in der Tat vom Meer gekommen (d. h., sie wurde in einem Schiff an die Küste gespült). Am Schluss des Buches wird deutlich, dass Abba von ihren Eltern Laufey getauft worden war. Auch diese Bezeichnung weist auf eine göttliche Herkunft. Laufey ist eine andere Bezeichnung der Göttin Nál, der Mutter Lokis. Zugleich ist der Name jedoch auch eine Anspielung auf Abbas Verwandtschaft mit Pfarrer Baldur. Dessen Mutter hieß Nál Valdimarsdóttir. Abba/Laufey trägt daher denselben Namen wie ihre Großmutter – eine Praktik, die bei der isländischen Namensgebung noch heute sehr häufig ist.
- Hálfdán Atlason

Der Bursche des Pfarrers besitzt ebenfalls einen sprechenden Namen: Hálfdán setzt sich zusammen aus hálfur (halb) und -dan (Däne, dänisch) und bedeutet im Grunde genommen „halber Däne“, d. h. ein Däne in der zweiten Generation. Der Name verweist somit ins Ausland, was Hálfdáns Vorliebe für Tee erklären könnte. Zugleich verbirgt sich darin auch eine Kritik an den Dänen, die Island jahrhundertelang beherrscht hatten und dabei indirekt als einfältig und dumm betitelt werden. Auch das Patronym verweist aufs Festland: Atli ist die nordische Bezeichnung für den historischen Hunnenkönig Attila.

### Interpretationsansätze
Die Erzählung bietet durch ihre lyrischen Komponenten keinen eindeutigen Deutungsansatz. Vielmehr liefert das Buch unterschiedliche Motive, die in der Handlung zum Ausdruck kommen.
Das ganze Buch operiert mit Gegensätzen unterschiedlicher Art, die sowohl der Handlung als auch den Personen oft eine bipolare Struktur verleihen:
- Die unterschiedlichen Kapitel sind deutlich in unterschiedlichen Farben gezeichnet. So erscheinen die Schilderungen von der Jagd des Pfarrers in einem weißen Licht (Schneesturm, Lawine, Höhle im Gletscher), während die beiden anderen Kapitel viel düsterere Räume beschreiben (Gefängniszelle, der dunkle Raum im Hof). Der Gegensatz von Schwarz und Weiß durchzieht somit auf einer Metaebene die verschiedenen Handlungsräume.
- Baldur Skuggason und Friðrik B. Friðjónsson erscheinen als Gegenspieler, die gegeneinander agieren und entsprechende Charaktereigenschaften besitzen. Während Baldur ein Symbol für das Kriegerische im Menschen und für die Natur ist, repräsentiert Friðrik eine friedliche, zivilisierte Kultur.
- Der Gegensatz von Alt und Neu bzw. zwischen dem Traditionellen und dem Zeitgenössischen zieht sich durch die ganze Erzählung. Friðrik, der im Ausland studiert hat, und auch von seinem Aussehen eher ein Däne ist, bildet in der rauen isländischen Landschaft einen deutlichen Kontrast.

Diese Gegensätze werden jedoch an vielen Stellen konterkariert, was eine einfache Deutung verhindert. So erscheint der Pfarrer, wie oben beschrieben wurde, selbst als Kontrast von Licht und Schatten, d. h. von schwarz und weiß. Gleichzeitig ist er die Person, die eindeutig als dunkler, negativer Charakter beschrieben wird, sich aber die ganze Zeit in einem weißen Raum bewegt.
Das Motiv der Gegensätze spiegelt sich auch auf einer erzähltechnischen Ebene: Die Form der Geschichte verbindet Elemente (Motive und Wortschatz) aus der Volkssagentradition mit einer modernen, fast surrealen Erzählweise.
Teilweise lassen sich in der Erzählung auch gesellschaftskritische Aspekte erkennen. Am deutlichsten äußert sich dies in der Figur von Abba: Sie ist ein Kind mit Downsyndrom. In der Geschichte heißt es, dass solche Kinder vor ihrem ersten Atemzug üblicherweise von der Hebamme erstickt wurden. Anschließend wurden diese Kinder als Totgeburt verzeichnet, was zur Folge hatte, dass Kinder mit Downsyndrom auf Island im Grunde genommen gar nie existierten. Dies kann als eine Kritik an den aktuellen Praktiken der pränatalen Diagnostik gesehen werden. So ist es nach Sjóns eigener Aussage heute noch so, dass auf Island praktisch keine Kinder mit Downsyndrom geboren werden.